# Per amore (film)
Per amore è un film del 1976 diretto da Mino Giarda.

## Trama
Marina Reggiani, una donna sposata con un famoso pianista, viene colpita da una malattia terminale, ma decide di nascondere il suo stato al marito sempre impegnato. Quando è ormai gravissima scopre che lui ha un'amante, Daniela Rovati, e la incontra, per chiederle di farsi da parte per quel poco tempo che le rimane. Daniela acconsente e lascia il suo amato senza dargli una spiegazione esaustiva. Marina dice al marito che ha bisogno di lui ma viene respinta e mentre se ne va viene investita e muore. Il musicista parte partecipando ad una tournée dopo l'altra. Dopo un anno dalla separazione Daniela torna dall'uomo, spiegandogli l'accaduto, dicendo che lo ama ancora ma anche accusandolo di essere un egoista insensibile per non essersi accorto di quanto stava accadendo a sua moglie, dichiarando infine che lei non é forte come Marina e di voler essere una donna e non una platea. Improvvisamente scappa via e, nonostante il pianista la insegua chiamandola, lo abbandona.